# 빌전

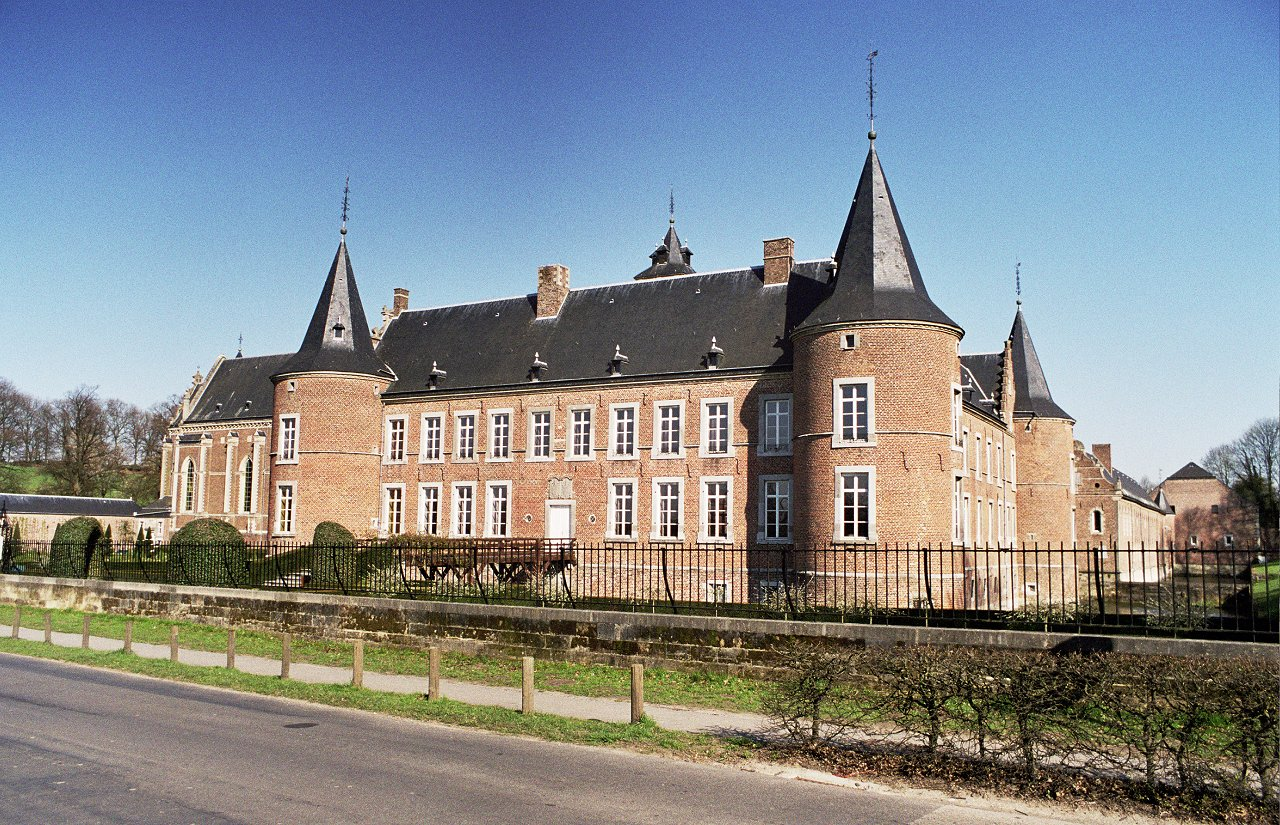
빌전 성

빌전(네덜란드어: Bilzen)은 벨기에 플랑드르 지역 림뷔르흐주에 위치한 도시로 면적은 75.90km2, 인구는 31,829명(2016년 1월 1일 기준), 인구 밀도는 420명/km2이다.
도시의 북쪽에는 헹크, 동쪽에는 네덜란드 마스트리흐트, 남쪽에는 통에런, 북서쪽에는 하설트가 위치한다. 이들 도시와는 10km에서 15km 정도 떨어진 곳에 위치하고 있다.

시기
시 문장